# Kim Alexis
Pour les articles homonymes, voir Alexis.
 (janvier 2014).
Si vous disposez d'ouvrages ou d'articles de référence ou si vous connaissez des sites web de qualité traitant du thème abordé ici, merci de compléter l'article en donnant les références utiles à sa vérifiabilité et en les liant à la section « Notes et références ».
Kim Alexis, née le 15 juillet 1960 à Lockport, New York, est un mannequin et une actrice américaine.

## Biographie
Elle est apparue en 1998 dans le film Mister G (Holy Man) avec Eddie Murphy.
Alexis a animé des émissions de santé au début des années 1990 sur Family Channel et Lifetime.
Elle est aussi marathonienne.

### Vie privée
Elle est mariée à Ron Duguay et a cinq enfants.

## Filmographie
- 1998 : Mister G (Holy Man) de Stephen Herek